# Zeche Haus Weitmar
Die Zeche Haus Weitmar im Bochumer Stadtteil Weitmar ist eine ehemalige Kleinzeche. Die Zeche war nur wenige Jahre in Betrieb. Erster Besitzer der Kleinzeche war der Adlige von Berswordt-Wallrabe, der die Kleinzeche als Kohlenschürfstelle betrieb.

## Bergwerksgeschichte
Die Zeche wurde am 6. Dezember des Jahres 1947 an der Blankensteiner Straße in Betrieb genommen. Die ersten Förder- und Belegschaftszahlen stammen aus dem Jahr 1950, es waren 14 Bergleute auf dem Bergwerk angelegt, die eine Förderung von 3080 Tonnen Steinkohle erbrachten. Die maximale Förderung des Bergwerks wurde im Jahr 1952 erbracht, als mit 23 Bergleuten 6548 Tonnen Steinkohle abgebaut wurden. Im Jahr 1954 sank die Förderung auf 2412 Tonnen Steinkohle, diese Förderung wurde von 20 Bergleuten erbracht. Am 1. Januar wurde die Zeche Haus Weitmar in Zeche Elisa umbenannt, gleichzeitig wurde aus dem Einzelunternehmen eine Gewerkschaft. 
Auf der Kleinzeche Elisa, deren neuer Besitzer die Gewerkschaft Elisa war, förderten bereits im ersten Jahr nach der Umbenennung 25 Bergleute 3040 Tonnen Steinkohle. Im Jahr 1957 wurden mit 21 Bergleuten 4760 Tonnen Steinkohle gefördert, dies war auch die maximale Förderung nach der Umbenennung. Die letzte Förderung wurde im Jahr 1960 mit 17 Bergleuten erbracht, es wurden 2379 Tonnen Steinkohle gefördert. Am 30. April des Jahres 1961 wurde die Zeche Elisa stillgelegt.